# U.S. Route 92
Pour les articles homonymes, voir Route 92.
La U.S. Route 92 (US 92) est une US Route de 181 miles (291 km) située entièrement en Floride. Son terminus ouest est à l'intersection avec la US 19 Alt. et la SR 687 au centre-ville de St. Petersburg alors que son terminus est se situe à l'intersection avec la SR A1A à Daytona Beach.

## Description du tracé

### Région de Tampa Bay
La US 92 débute à l'intersection avec la US 19 Alt. et la SR 687 à St. Petersburg. Elle emprunte 4th Street North et se dirige vers le nord. À l'intersection avec Gandy Boulevard, elle tourne a droite et traverse la Baie de Tampa sur le Gandy Bridge. À l'intersection avec Dale Mabry Highway, elle tourne à gauche et se dirige vers le nord. Elle se rend jusqu'à Hillsborough Avenue, où elle bifurque vers l'est. Elle croise l'I-275 et la US 41 formant un court multiplex avec cette dernière. Elle continue vers l'est et atteint l'I-4. Elle commence à être parallèle à cette autoroute. Elle passe par Mango, Seffner, Dover et Plant City avant d'atteindre la limite du comté de Polk.

### Comté de Polk
La route entre dans le comté de Polk à l'ouest de Lakeland. Elle est toujours parallèle à l'I-4 alors qu'elle atteint la ville. Elle la traverse et passe par Auburndale et Lake Alfred. À Lake Aflred, elle rencontre la US 17 et forme un multiplex avec celle-ci jusqu'à DeLand, 90 miles (145 km) plus loin. La route passe par Haines City et Davenport pour ensuite atteindre la région d'Orlando, vers le nord-est.

### Région d'Orlando
La route entre d'abord dans le comté d'Osceola. Elle passe par Intersection City, Campbell et Kissimmee. À Kissimmee, elle prend une orientation vers le nord et y rencontre la US 192 et la US 441. Elle forme un multiplex avec la première sur une courte distance dans la ville puis, avec la seconde, jusqu'à Orlando.
La route quitte Kissimmee et le comté d'Osceola pour entrer dans le comté d'Orange, où se trouve la ville d'Orlando. Elle y entre dans la ville de Hunter's Creek et continue vers le nord jusqu'à Orlando. Elle y emprunte Orange Blossom Trail jusqu'à l'intersection avec Colonial Drive, où la US 17 / US 92 bifurque vers l'est. À l'intersection avec Mills Avenue, la US 17 / US 92 bifurque vers le nord. La route continue et, au nord de Maitland, quitte le comté d'Orange pour entrer dans le comté de Seminole.
Dans le comté de Seminole, la route bifurque vers le nord-est. Elle passe par Fern Park, Casselberry, et Sanford. Dans cette ville, la route bifurque vers l'ouest jusqu'à Lake Monroe, où elle tourne vers le nord. Elle atteint le Lac Monroe et quitte le comté ainsi que la région d'Orlando.

### DeBary à Daytona Beach
Après avoir traversé le fleuve Saint Johns, la rotue entre dans le comté de Volusia et dans la ville de DeBary. Elle recommence à longer l'I-4 alors qu'elle poursuit son tracé vers le nord. Elle passe par Orange City et DeLand, où elle se sépare de la US 17. La US 92 prend la direction du nord-est et continue d'être parallèle à l'I-4. Elle croise l'I-95 à Daytona Beach et continue son trajet en empruntant International Speedway Boulevard. Elle passe au nord de l'Aéroport de Daytona Beach et croise la US 1 au centre-ville. Elle traverse la rivière Halifax (Intracoastal Waterway) et atteint son terminus à l'intersection avec la SR A1A dans un district en front de mer.

## Intersections majeures
Comté de Pinellas
 US 19 Alt. / SR 687 à St. Petersburg
Comté de Hillsborough
 I-275 à Tampa
 US 41 à Tampa. Les routes forment un multiplex dans la ville.
 I-275 à Tampa
 I-4 à Tampa
 US 301 à Tampa
Comté de Polk
 US 98 à Lakeland
 US 17 à Lake Alfred. Les routes forment un multiplex jusqu'à DeLand.
 US 27 à Haines City
Comté d'Osceola
 US 192 à Kissimmee. Les routes forment un multiplex dans la ville.
 US 441 à Kissimmee. Les routes forment un multiplex jusqu'à Orlando.
Comté d'Orange
 I-4 à Orlando
Comté de Seminole
 I-4 à Lake Monroe
Comté de Volusia
 I-4 au sud-ouest de Daytona Beach
 I-95 à Daytona Beach
 US 1 à Daytona Beach
 SR A1A à Daytona Beach

## Routes auxiliaires
- US 192, route ouest-est reliant Four Corners à Indialantic en Floride.